# Maria Anna Austriaczka
Maria Anna Eleonora Wilhelmina Józefa Habsburg (ur. 18 września 1718 w Wiedniu; zm. 16 grudnia 1744 w Brukseli), arcyksiężniczka Austrii, księżna Lotaryngii.
Maria Anna oraz jej siostra Maria Teresa, były jedynymi dziećmi cesarza Karola VI oraz jego żony Elżbiety Krystyny Brunswick-Wolfenbüttel. Siostry wychowywały się w wiedeńskim Kaiserhof.
Arcyksiężniczka zakochała się w Karolu Lotaryńskim, młodszym bracie męża Marii Teresy, Franciszka I Lotaryńskiego. Maria Anna musiała jednak poczekać z małżeństwem, ponieważ jej ojciec oczekiwał lepszej partii dla swojej córki. Ślub odbył się dopiero po śmierci cesarza. Cesarzowa Maria Teresa wyraziła zgodę na ślub siostry. Uroczystość odbyła się 7 stycznia 1744 roku w kościele Augustianów, w Wiedniu.
Gdy Karol Lotaryński udał się ponownie na wojnę do Prus, będąca w ciąży Maria Anna została w Brukseli. Matka i dziecko zmarli 16 grudnia 1744 roku. Obydwoje zostali pochowani w królewskiej krypcie w Wiedniu. Mąż Marii Anny nigdy się ponownie nie ożenił.